# Benoît Félix Richond
Pour les articles homonymes, voir Richond.
Benoît Félix Richond, né le 12 novembre 1795 au Puy-en-Velay, et mort le 6 avril 1873 à Saint Vincent, est un horloger et bijoutier français.

## Biographie

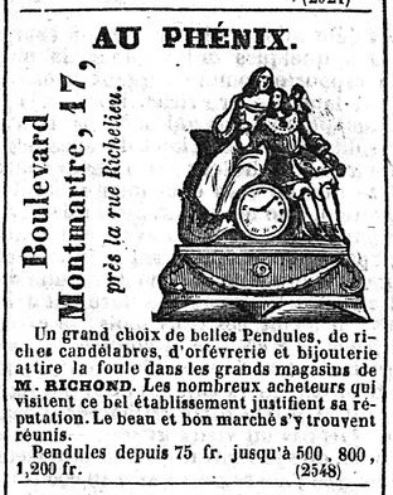
publicité in Journal des débats politiques et littéraires du 28 avril 1839

Benoît Félix Richond est le fils de Claude Francois Benoît Richond, député aux Conseil des Cinq-Cents, et petit-fils de Benoît-Régis Richond, député aux Etats généraux de 1789. Il fit à Paris une carrière d'horloger joailler et vint mourir à Viaye de Saint-Vincent.
Sa production était remarquée à son époque car elle figure dans des guides en anglais comme How to enjoy Paris in 1842 où deux pages lui sont consacrées ou est citée dans la préface des poésies complètes du poète romantique Théodore de Banville en 1909 : "sur la cheminée, une vraie pendule de Richond".
Pour ses contemporains, une pendule Richond est un objet de désir : en témoigne sa mention en 1860 dans l'opérette d'Eugène Grangé : La Pénélope à la mode de Caen, dans le vaudeville de Paul Siraudin : Désir de fiancée ou celle par l'un des premiers journalistes gastronomiques français Charles Monselet en 1874 dans Gastronomie, récits de table.
Son établissement, au 108 rue de Richelieu est fréquenté par les puissants de son temps comme Guillaume Ier roi de Wurtemberg en 1857 et apparaît dans les faits divers quand Pierre François Lacenaire y vole à l'étalage une pendule le 4 janvier 1835 à 9 h du soir comme le relate les mémoires du criminel ou le journaliste Victor Cochinat dans sa biographie de Lacenaire. Pendule volée par Lacenaire évoquée dans le film Les Enfants du paradis, réalisé par Marcel Carné, sorti en 1945 : « Aujourd'hui, les cuillères, hier, une pendule ».

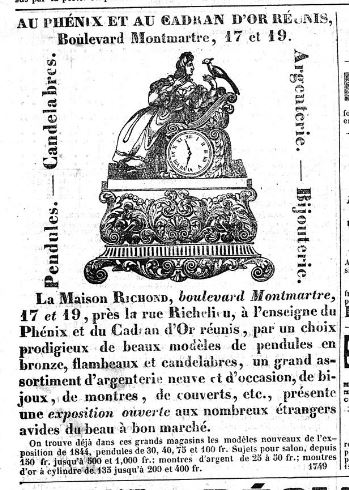
publicité in Le Constitutionnel du 31 mai 1844
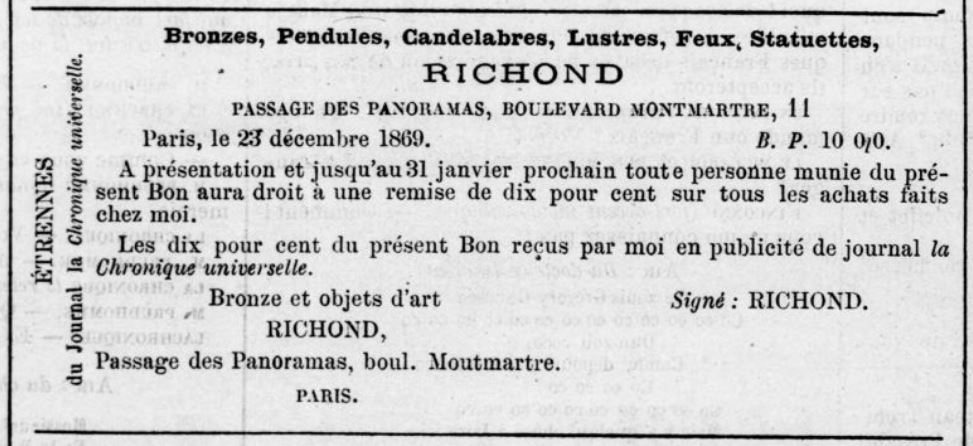
publicité in La Chronique ancienne et nouvelle du 2 janvier 1870
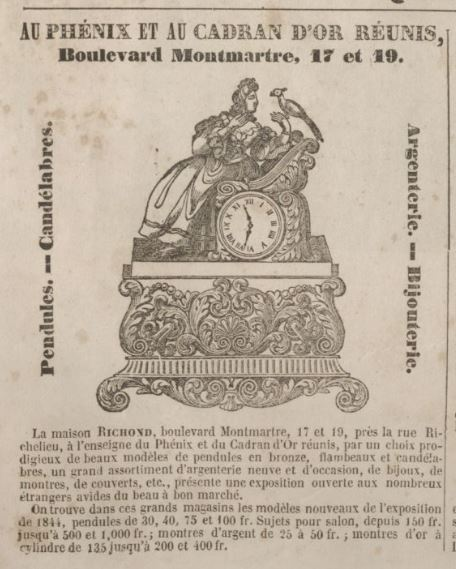
publicité in Le Charivari du 11 juillet 1844